# Bitterfeld-Wolfen
Bitterfeld-Wolfen er den største by i Landkreis Anhalt-Bitterfeld og den fjerde største i Sachsen-Anhalt. Byen ligger i den sydøstlige del af i den tyske delstat Sachsen-Anhalt. Bitterfeld-Wolfen blev dannet 1. juli 2007 ved en sammenlægning af Bitterfeld og Wolfen, samt kommunerne Greppin, Holzweißig, Thalheim og Rödgen. 1. September 2009 blev kommunen Bobbau også en del af kommunen.

## Geografi
Bitterfeld-Wolfen ligger omkring 25 km nordøst for Halle (Saale) og omkring 35 km nord for Leipzig. Mod øst ligger Muldestausee, mod sydøst søen Goitzsche med marina og strandbad. Byen ligger i landskabet Bitterfelder Bergbaurevier.

### Nabokommuner
I 2007 grænsede Bitterfeld-Wolfen op til Jeßnitz (Anhalt), Muldenstein, Friedersdorf, Mühlbeck, Petersroda, Roitzsch, Sandersdorf og Zscherndorf.
Efter 2009 er nabokommunerne Raguhn-Jeßnitz mod nord, Muldestausee mod øst, Delitzsch mod syd og de to kommuner Sandersdorf-Brehna og Zörbig mod vest.